# Synlestes
Synlestes is een geslacht van libellen (Odonata) uit de familie van de Synlestidae.

## Soorten
Synlestes omvat 3 soorten:
- Synlestes selysi Tillyard, 1917
- Synlestes tropicus Tillyard, 1917
- Synlestes weyersii Selys, 1868